# SDL (linguagem)
SDL (Specification and Description Language - Linguagem de Especificação e Descrição) é uma linguagem padrão para especificação e descrição formal de sistemas de tempo real. Está inserido no conceito presente na indústria de telecomunicações, porém pode ser utilizado em outras áreas de aplicações. Foi normatizada pela União Internacional de Telecomunicações (ITU-T) na Recomendação Z.100.
A linguagem possui duas representações equivalentes: uma gráfica (SDL/GR) e outra textual (SDL/PR).

## História
O desenvolvimento da SDL começou em 1972, quando um grupo de estudos de 15 membros da ITU (chamada na época CCITT), representando vários setores da engenharia elétrica e vários segmentos da indústria, começaram a definir a linguagem para especificar sistemas de telecomunicações. A primeira versão da linguagem foi lançada em 1976, seguida de novas versões em 1980, 1984, 1988, 1992 e 1996.